# Branko Cvetković
Branko Cvetković, nascut a Gracanica (Bòsnia i Hercegovina), és un jugador de bàsquet serbi de Bòsnia, que mesura 2 metres, i juga com a aler.